# Le Petit Nicolas
Le petit Nicolas (O Pequeno Nicolau (português brasileiro) ou O Pequeno Nicolas/O Menino Nicolau (português europeu)) é um personagem de literatura infanto-juvenil francesa mais conhecido por seus livros, mas criado inicialmente para quadrinhos e depois adaptado ao cinema. O personagem foi escrito por René Goscinny e ilustrado por Jean-Jacques Sempé, sendo considerado uma criação conjunta. 
Seus livros são formados por pequenos histórias em sequência que contam as aventuras de um menino francês na década de 60, em situações cotidianas que saem do controle, principalmente em casa, na escola e nas férias. Nicolau tem em torno de 7 anos de idade, mora com os pais em uma boa casa, brinca de futebol, caubói e outros jogos típicos da década de 60. 
Segundo Sempé, as histórias de Nicolau são na verdade as histórias de um grupo de crianças. 

## História
O personagem, aparece primeiro na forma de quadrinhos, em um semanário belga, onde Goscinny e Sempé trabalhavam, Le Moustique, de 1955 a 1956, onde Goscinny usa o pseudônimo d'Agostini, com ilustrações de Sempé. 
Sua próxima aparição, já sob a forma de conto, é em 1959, como uma coluna dominical ilustrada no jornal Sud-Ouest Dimanche.
Mais tarde, de 1960 a 1965, são publicados os cinco livros que se tornaram clássicos da literatura juvenil francesa.  Em 2004, Anne Goscinny recupera dezenas de histórias do Pequeno Nicolou escritas por seu pai e publica mais 3 livros. 
As histórias do Pequeno Nicolau venderam 15 milhões de exemplares em 45 países. 
No Brasil, “O Pequeno Nicolau” teve diversos volumes publicados pelas editoras Artenova,  Martins Fontes e Rocco.

## Sinopse
Ele retrata o mundo visto por um garotinho inocente e encrenqueiro (Nicolau), que não entende a reação dos adultos nunca. Ele gosta muito de fazer parvoíces e então quando os seus pais ralham com ele, ele nunca percebe nada e desata logo a chorar!
Os temas são ligados a infância: amizade, disputas na escola e na família, com uma visão infantil do mundo sobre alguns relacionamentos adultos, como a do seu pai com o patrão. Além de Nicolau e sua família, são personagens os seus colegas de escola, que representam arquétipos, como por exemplo: 
- Alceu (Alceste),  guloso e gordo, que come o tempo todo;
- Rufino (Rufus), filho de policial, orgulhoso e que assume deseja a posição de juiz muitas vezes;
- Clotário (Clotaire), o último da classe, tratado como o que não entende as coisas;
- Eudes: forte e ameaçador, o "bully";
- Godofredo (Geoffroy): o filho de ricos
- Arnaldo ou Agnaldo (Agnan): o primeiro da classe, querido da professora, que denuncia os colegas;

## Livros Publicados em Língua Portuguesa
A série original do Pequeno Nicolau contém 5 títulos:
- O Pequeno Nicolau;
- As Férias do Pequeno Nicolau;
- Novas Aventuras do Pequeno Nicolau;
- O Pequeno Nicolau e seus Colegas e
- O Pequeno Nicolau no Recreio.

Estes cinco volumes são organizados em várias histórias (os capítulos) que são uma continuação da outra.
Em Portugal a primeira edição em livro aconteceu em 1969 com As Broncas do Nicolau (Les Récrés du Petit Nicolas, 1961) numa tradução e edição de José Vilhena. Foram posteriormente editados pela editora Teorema nos anos 80 e 90 os cinco títulos originais. Após o lançamento em 2004 dos novos volumes de Histoires Inédites, a colecção foi reeditada e integrada no Plano Nacional de Leitura para crianças do 5º ano escolar.
- O Menino Nicolau (Le Petit Nicolas)
- As Brincadeiras do Menino Nicolau (Les Récrés du Petit Nicolas)
- As Férias do Menino Nicolau (Les Vacances du Petit Nicolas)
- O Menino Nicolau e os Amigos (Le Petit Nicolas et les Copains)
- As Aventuras do Menino Nicolau (Joachim a des Ennuis)

Os dois volumes de Histoires inédites du Petit Nicolas foram divididos em três, sendo seguidos pelo terceiro volume francês (Le Ballon...):
- O Regresso do Menino Nicolau (2005)
- Eu Sou o Maior - O Regresso do Menino Nicolau II (2006)
- Novas Aventuras do Menino Nicolau - O Regresso do Menino Nicolau III (2007)

- O Balão do Menino Nicolau e Outras Histórias Inéditas (2009) (Le Ballon et autres histoires inédites)

No Brasil é possível encontrar a venda edições da Martins Fontes e da Rocco. 
Os livros da Martins Fontes são da coleção original:
1. O Pequeno Nicolau
2. O Pequeno Nicolau no Recreio
3. As Férias do Pequeno Nicolau
4. O Pequeno Nicolau e seus Colegas (esgotado)
5. Novas Aventuras do Pequeno Nicolau (esgotado)

A série completa da Rocco é composta dos livros novos, divididos em 8:
1. A Viagem do Pequeno Nicolau
2. As Brincadeiras do Pequeno Nicolau
3. As Batalhas do Pequeno Nicolau
4. As Surpresas do Pequeno Nicolau
5. O Natal do Pequeno Nicolau
6. A Volta às Aulas do Pequeno Nicolau
7. A Diversão do Pequeno Nicolau
8. Os Vizinhos do Pequeno Nicolau

Algumas edições brasileiras podem ser consideradas inferiores em qualidade as francesas (editora Denoël), apresentando variações como letras menores e menor espaçamento (Artenova), abandonando ou simplificando imagens, e abandonando as suas cores, ou ainda não fornecendo a tradução dos textos nas imagens.

## Cinema e TV
Le Petit Nicolas foi adaptado para o cinema em 2009 numa produção francesa que estreou nos cinemas em Portugal em dezembro de 2011, e também numa série de animação, com duas temporadas, estreada no dia 19 de setembro de 2011 no Canal Panda com o nome de O Pequeno Nicolas.

### Dublagem original (francesa)
- Valentin Maupin: Nicolas
- Robin Trouffier: Alceste
- Clara Do Espirito: Louisette
- Sauvane Delanoë: Clotaire
- Céline Ronté: Eudes
- Fily Keita: Geoffroy
- Hervé Rey: Agnan
- Laurence Dourlens: the mother of Nicolas
- Bruno Magne: the father of Nicolas
- Marie-Eugénie Maréchal: the masters
- Xavier Fagnon: Le Bouillon (Old Spuds)

### Dublagem Portuguesa
- Micaela Ferreira: Nicolas
- Sissi Martins: Alceste
- Pedro Cardoso: Agan; Geoffroy; Diretor; Sr. Garçon
- Sérgio Calvinho: Pai do Nicolas (1ª Temporada); Sr. Bouillon
- Maria Pinto: Mãe do Nicolas; Professora (1ª Temporada)